# Indonesian Women's Open Tennis Championships 1993
Indonesian Women's Open Tennis Championships 1993 — жіночий тенісний турнір, що проходив на відкритих кортах з твердим покриттям Gelora Senayan Stadium in Джакарта, Індонезія and was part of Tier IV в рамках Туру WTA 1993. Турнір відбувся вперше і тривав з 26 квітня до 2 травня 1993 року. Перша сіяна Яюк Басукі здобула титул в одиночному розряді and earned $18,000 first-prize money.

## Фінальна частина

### Одиночний розряд
Яюк Басукі —  Енн Гроссман 6–4, 6–4
- It was Basuki's 2-й титул в одиночному розряді за рік and the 4th and last of her career.

### Парний розряд
Ніколь Арендт /  Крістін Редфорд —  Емі Делоун /  Еріка Делоун 6–2, 6–2
- It was Arendt's first doubles title her career. It was Radford's перший титул в парному розряді за кар'єру.